# Presence of Mind
Albums de Alyson Avenue
Omega
(2003)
Presence of Mind est le premier album du groupe Alyson Avenue sorti en 2000.

## Morceaux
1. Free Like The Wind
2. Every Now And Then
3. Lost And Lonely
4. Tell Me You Love Me (Or Leave Me)
5. One Desperate Heart'
6. Call Out My Name
7. Walk Away
8. It´s In Your Eyes
9. Without Your Love
10. All This Time
11. One Touch